# Sébékoro
Pour les articles homonymes, voir Sébékoro.
Sébékoro est une localité et une commune rurale malienne, chef-lieu du Cercle de Sébékoro dans la région de Kita.

## Histoire

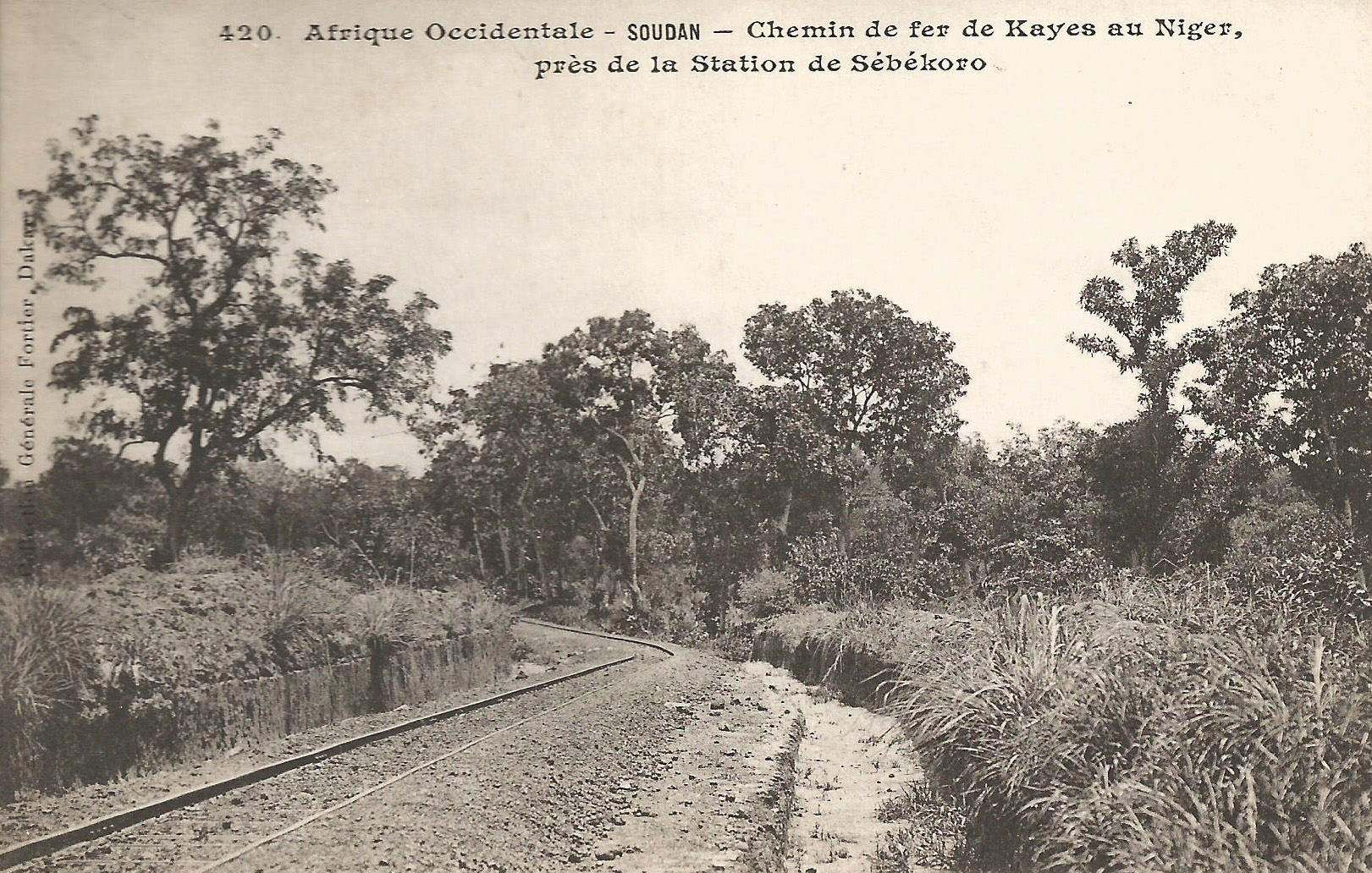
Approche du chemin de fer de Kayes au Niger.
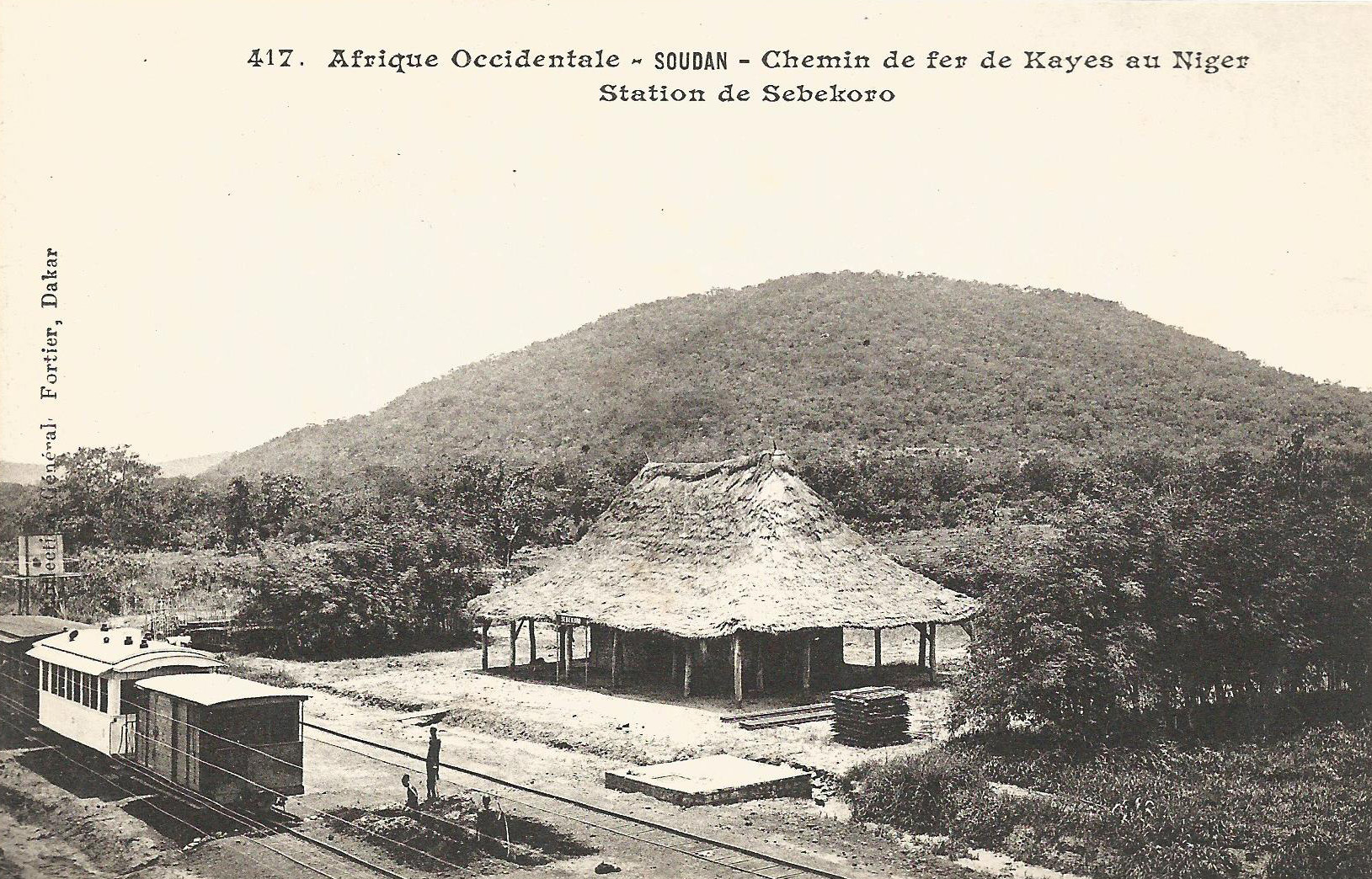
La station.
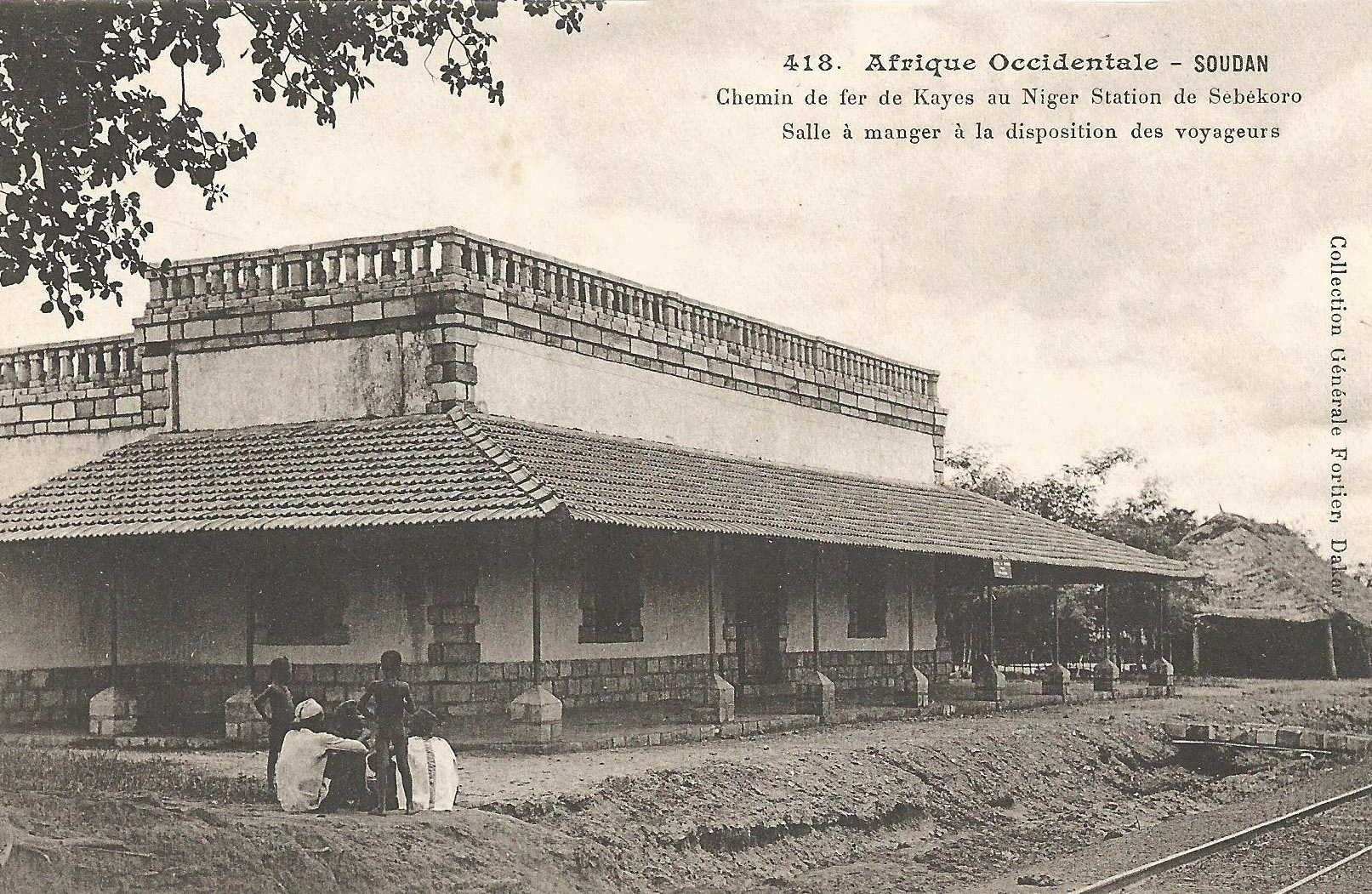
Salle à manger à la disposition des voyageurs.

## Villages
La commune s'étend sur 16 localités relevées lors du recensement général de 2009. 
Les villages les plus peuplés sont :
- Badinko (10 015 habitants) ;
- Maréna (6 561 habitants) ;
- Sébékoro (3 578 habitants).

La loi 2023-007 attribue à la commune 27 villages administratifs :
- Sébékoro
- Sangarébougou
- Sounty
- Sorotabougou
- Nganou
- Kounsala
- Trofladji
- Djéguiba
- Banconi
- Bangassi
- Badinko
- Maréna
- Faraba
- Kokolon
- Glada
- Balandougou
- Sébéfié
- Woutourouni
- Kolakari
- Sambako
- Koukoundo
- Banfra
- Sanankoro
- Pathébougou
- Banankoro
- Tomodialan
- Farankégnény